# John Ogdon
John Andrew Howard Ogdon (ur. 27 stycznia 1937 w Mansfield Woodhouse, zm. 1 sierpnia 1989 w Londynie) – angielski pianista i kompozytor.

## Życiorys
Od 1945 studiował w Royal Manchester College of Music. Był jednym z założycieli grupy kompozytorów i muzyków New Music Manchester, w skład której wchodzili też: Harrison Birtwistle, Peter Maxwell Davies, Alexander Goehr i Elgar Howarth. W 1958 zadebiutował w Londynie, a potem osiągnął sukcesy na dwóch konkursach pianistycznych. W 1961 otrzymał Nagrodę Liszta na Międzynarodowym Konkursie Pianistycznym im. Ferenca Liszta w Budapeszcie, a w 1962 wygrał II Międzynarodowy Konkurs Muzyczny im. Piotra Czajkowskiego w Moskwie (ex aequo z Władimirem Aszkenazim). Dzięki tym sukcesom zaczął koncertować w wielu krajach świata. Jego pianistyczna kariera została przerwana w latach 70. XX wieku, gdy stwierdzono u niego zaburzenia afektywne dwubiegunowe. Po kilku latach terapii powrócił do gry. Zmarł 1 sierpnia 1989 na skutek powikłań związanych z cukrzycą. W tym samym roku telewizja BBC przygotowała film pt. Virtuoso, w którym rolę Ogdona zagrał Alfred Molina.
Skomponował ponad 200 utworów, w tym cztery opery. Jako pianista nagrał wiele płyt dla różnych wytwórni muzycznych. 